# Васильева, Галина Васильевна
Гали́на Васи́льевна Васи́льева (в девичестве Ермола́ева; род. 4 февраля 1937, Тула) — советская велогонщица, выступала за сборную СССР в конце 1950-х — начале 1970-х годов. Шестикратная чемпионка мира в индивидуальном спринте, многократная чемпионка всесоюзных первенств в спринтерских дисциплинах. На соревнованиях представляла спортивные общества «Локомотив», «Труд» и ЦСКА. Мастер спорта СССР (1956). Заслуженный мастер спорта.

## Биография
Родилась 4 февраля 1937 года в Туле.
В 1957 году вместе с семьёй переехала в Москву, где её отец работал таксистом. Учась в школе, начиная с восьмого класса серьёзно увлеклась лыжными гонками, участвовала в соревнованиях и даже выполнила норматив мастера спорта. Тем не менее, однажды получила сильное обморожение ног на одном из турниров в Свердловске, после чего оставила лыжи и занялась трековым велоспортом — присоединилась к велокоманде добровольного спортивного общества «Локомотив», позже перешла в тульское общество «Труд», а в период 1958—1977 представляла в ЦСКА.
В 1956, 1957 и 1958 годах Ермолаева неизменно становилась чемпионкой СССР в индивидуальном спринте и гите на 500 метров. Впоследствии на следующих всесоюзных первенствах выигрывала спринт ещё семь раз (1960—1963, 1970, 1972, 1973) и два раза выигрывала гит (1960, 1970), в конечном итоге став пятнадцатикратной чемпионкой Советского Союза. На трековых чемпионатах мира побеждала в спринте в общей сложности шесть раз (1958—1963, 1972), пять раз становилась серебряной призёршей (1964—1965, 1969—1971), дважды брала бронзу (1967—1968, 1973).
В 1964 году окончила Московский автодорожный институт. Выйдя замуж за конструктора Анатолия Сергеевича Васильева, занимавшегося проектированием спутников, ракет, орбитальных станций и других космических аппаратов, стала «невыездной» и вынуждена была покинуть национальную сборную.
После завершения спортивной карьеры работала преподавателем в Московском автодорожном техникуме, позже возглавляла технический отдел «Главмостдоруправления», занимала должность главного инженера в московской автодорожной компании «Спецтранс».
За выдающиеся спортивные достижения удостоена почётного звания «Заслуженный мастер спорта СССР», награждена медалью «За трудовую доблесть» (07.03.1960, «за высокие достижения в производстве, научно-исследовательской, государственной, социально-культурной, спортивной и иной общественно-полезной деятельности, а также за проявления гражданской доблести»). Является «Почётным донором СССР», сдала более 38 литров крови. Майор в отставке.